# Nice (filla d'Estix)

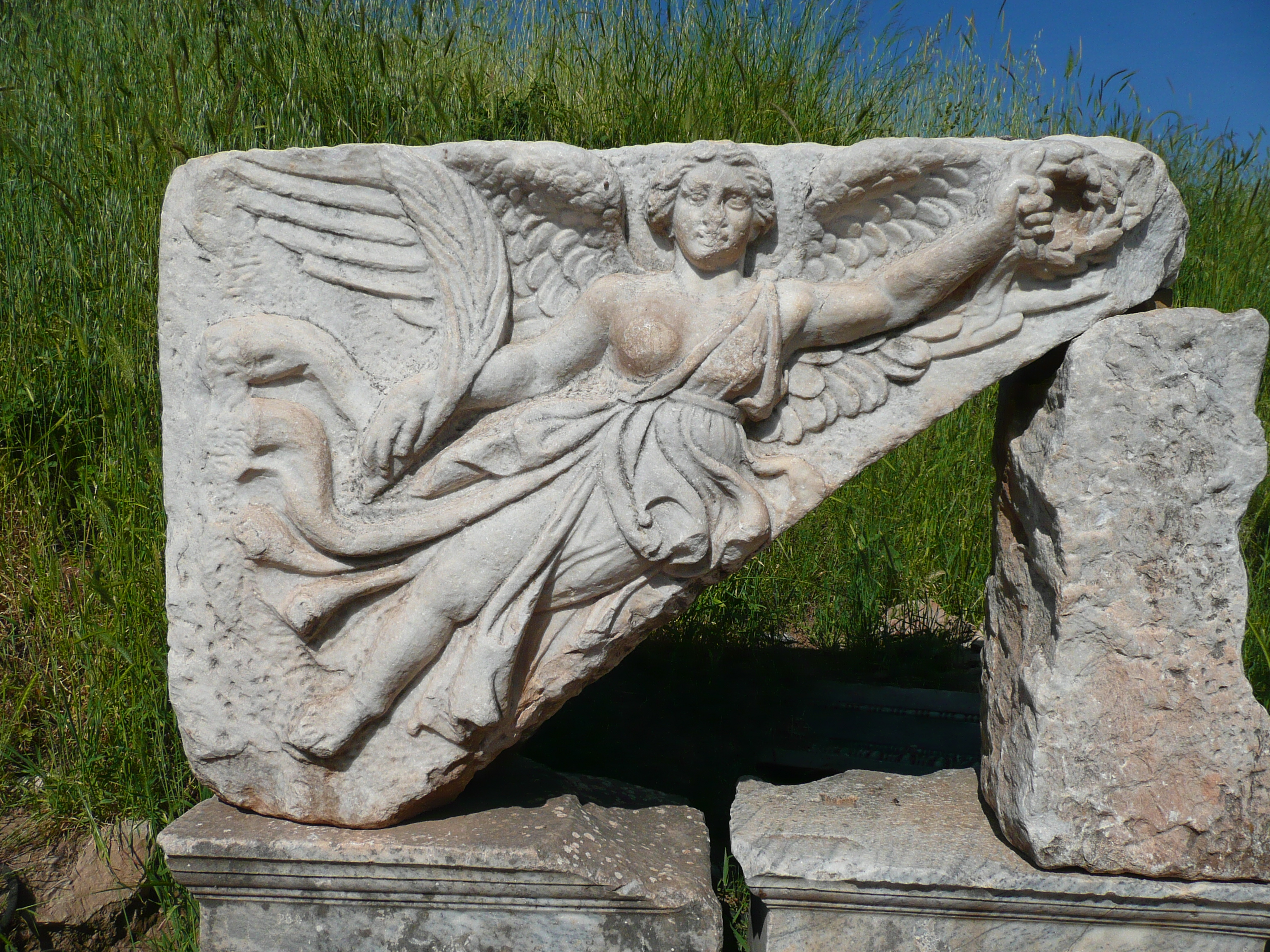
Pedra gravada de la deessa Nice, trobada a les ruïnes de l'antiga ciutat grega d'Efes, a Turquia

Nice o Niké, (en grec antic Νίκη), segons la mitologia grega, va ser una divinitat, filla del tità Pal·lant i de l'oceànide Estix. Era representada com una donzella alada que volava amb una gran rapidesa i portava una palma i una corona de llorer.
Personificava la victòria en el combat i la competició, i també el triomf en la vida civil. Com a tal, sembla que al principi va ser només un sobrenom d'Atena, però més endavant es convertí en companya de la deessa. La seua intervenció fou decisiva perquè els Olímpics poguessin vèncer els titans, i Zeus, en agraïment, la va adoptar.
Els romans la coneixien amb el nom de Victòria, i va ser educada per Pàlans, l'heroi epònim del Palatí, que li va construir un temple al cim d'aquella muntanya.
Es coneix una escultura hel·lenística, la Victòria de Samotràcia, ara al Museu del Louvre, a París, que constitueix una de les principals peces artístiques de Grècia.